# Danska nätter
Danska nätter är ett livealbum av Björn Afzelius och Globetrotters, inspelat i Danmark. Albumet släpptes 1982. Två låtar som Afzelius skrev till Hoola Bandoola Band är med, "LTO-tango" och "Juanita". Fem av låtarna är från hans tidigare soloalbum, och två låtar från den första Globetrotters-skivan är med. Resten av låtarna hade inte tidigare varit med på någon av Afzelius album.

## Låtlista
Text och musik av Björn Afzelius, om inget annat anges.
Sida ett
1. "Fienden" (Text: Thomas Wiehe och Björn Afzelius; musik: Björn Afzelius) - 1:45
2. "För kung och fosterland" - 5:19
3. "Tankar i Ligurien" - 5:20
4. "The American Way" - 7:42

Sida två
1. "Messias" - 4:52
2. "Flickan från landet i norr" (Originaltext och musik: Bob Dylan; svensk text: Björn Afzelius) - 3:21
3. "En kungens man" - 3:25
4. "Feberdansen" - 8:18

Sida tre
1. "Mamita (till det blödande Chile)" - 3:39
2. "The Weight" (Robbie Robertson) - 6:09
3. "Klasslåt" - 4:35
4. "LTO-tango" - 5:06

Sida fyra
1. "Tiden förändras" - 3:58
2. "Juanita" - 5:07
3. "Evelina" - 5:40
4. "Stand by Me" (Ben E. King) - 4:49
5. "Fienden" (Text: Thomas Wiehe och Björn Afzelius; musik: Björn Afzelius) - 1:03

## Musiker
- Björn Afzelius - sång, kompgitarr, percussion
- Jan Brynstedt - sologitarr
- Bengt Bygren - piano, synthesizer, dragspel
- Per Melin - trummor, körsång
- Hannes Råstam - bas

### Fotnoter
1. ↑  ”Danska nätter”. Discogs.com. http://www.discogs.com/Bj%C3%B6rn-Afzelius-Globetrotters-Danska-N%C3%A4tter/master/400000. Läst 13 januari 2013.